# Kyparíssi (Phthiotide)
Kyparíssi, en grec moderne : Κυπαρίσσι, est un village du dème des Locriens, dans le district régional de Phthiotide, en Grèce-Centrale.
Selon le recensement de 2011, la population du village compte 184 habitants.